# بديل الدم

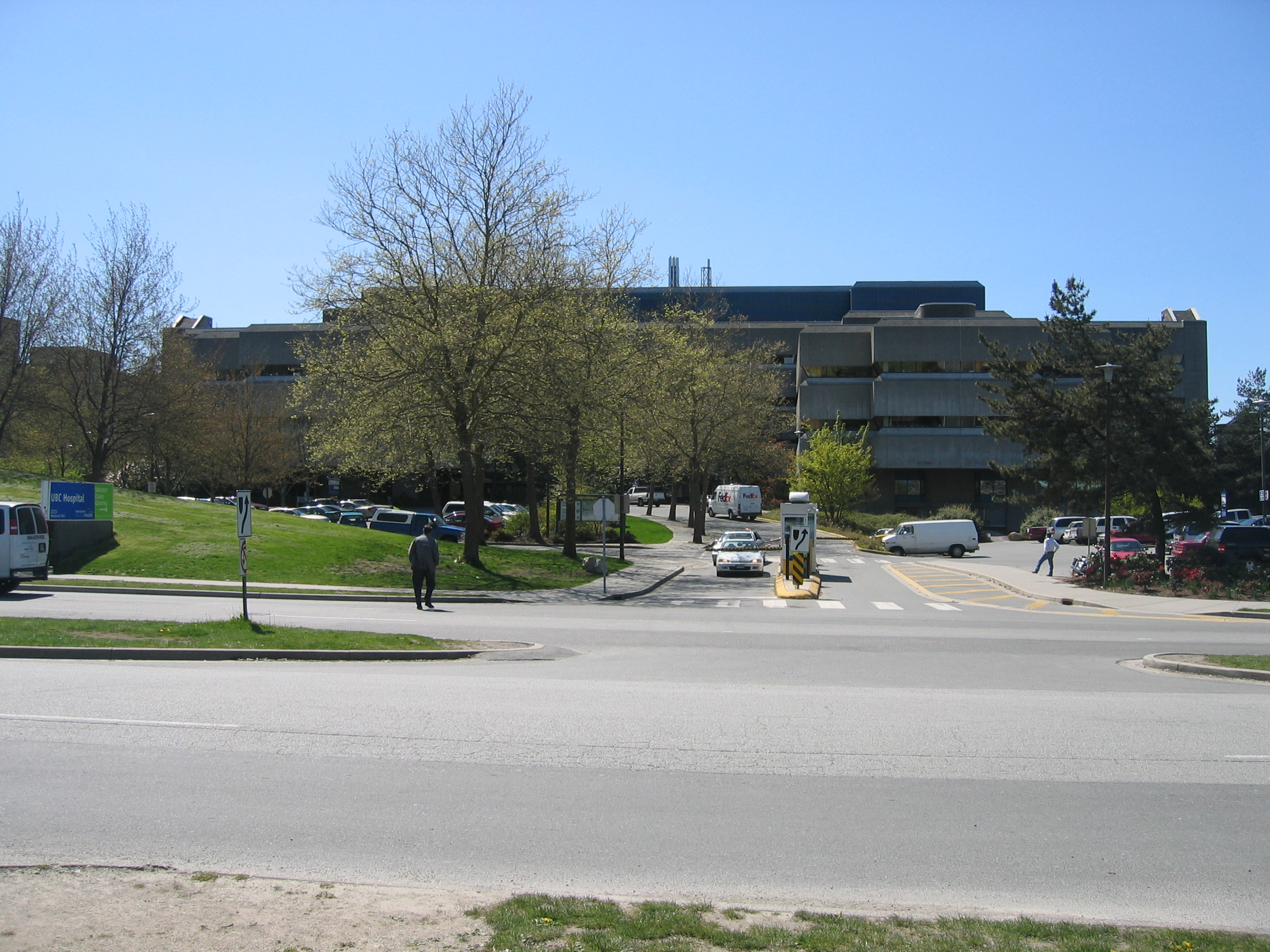

بديل الدم (blood substitute أو الدم الاصطناعي) هو مادة تستخدم من أجل محاكاة، وتقليد، والقيام بوظائف الدم الحيوية. يهدف البحث في هذا المجال إلى تأمين بديل عن عملية نقل الدم، والتي تتضمن نقل الدم أو أحد منتجاته من شخص لآخر. 
يصنف الدم طبيعيًا على أنه حامل للأكسجين على أساس من الهيموغلوبين (HBOC)، إلا أنه من الممكن إجراء تحوير على المركب المأخوذ إما من إنسان أو حيوان أو بالتحضير الصناعي له بإعادة التركيب أو إنتاج للخلايا الجذعية لكريات الدم في المختبر. إلا أن هذه العملية محفوفة بالمخاطر إذ إجراءها يزيد من احتمالية حدوث الوفاة أو نوبة قلبية.
ويوجد كذلك بديل اصطناعي نظري محتمل، وهو حامل للأكسجين على أساس من مركبات بيرفلوروكربون.(PFBOC). مثل مركب بيرفلوروديكالين (C10F18) أو مستحلب بيرفلينابينت Perflenapent (DDFPe).

## التاريخ
بعد أن اكتشف ويليام هارفي السبل الدموية عام 1616، حاول العديد من الأشخاص استخدام سوائل مثل البيرة والبول والحليب والدم الحيواني غير البشري، كبديل عن الدم. اقترح السير كريستوفر رن (في القرن السابع عشر) استخدام النبيذ والأفيون كبديل للدم. 
في بداية القرن العشرين، أتاح تطور طب نقل الدم الحديث الذي بدأ من خلال أعمال لاندشتاينر وآخرين إمكانية فهم المبدأ العام لعلم أمصال الزمر الدموية. 
في نفس الوقت، حدث تقدم كبير في مجالات فيزيولوجيا القلب والدوران، وكذلك في فهم آلية نقل الأكسجين وأكسجة الأنسجة.
مهدت قيود طب نقل الدم التطبيقي، وخاصة في حالات الكوارث مثل الحرب العالمية الثانية، الطريق أمام إجراء أبحاث إضافية في مجال بدائل الدم. سرعان ما اصطدمت المحاولات الأولى والتفاؤل بتطوير بدائل دم بحدوث تأثيرات جانبية هامة لا يمكن تجنبها نظرًا لمستوى المعرفة والتقنية التي كانت متاحة في ذلك الوقت. جدد ظهور الإيدز في ثمانينيات القرن العشرين الرغبة بتطوير بدائل دموية لا تنقل العدوى. ازداد الاهتمام العام بسلامة نقل الدم عند حدوث مرض جنون البقر. ساهم الانخفاض المستمر في التبرع بالدم مع زيادة الطلب على نقل الدم (تقدم عمر السكان، وزيادة معدل التشخيص الغازي، والعلاج الكيميائي والتداخلات الجراحية واسعة النطاق، والهجمات الإرهابية، والصراعات العسكرية الدولية) والتقدير الإيجابي من المستثمرين في مجال التقنية الحيوية، جميعها قد ساهمت في وجود بيئة إيجابية لتطوير بدائل الدم بشكل أكبر.  
كانت الجهود المبذولة لتطوير بدائل للدم مدفوعة بالرغبة باستبدال نقل الدم في الحالات الإسعافية، في الأماكن التي تكون فيها الأمراض المعدية متوطنة فيها وخطر تلوث المنتجات الدموية كبيرًا، وحيث لا يوجد تبريد للحفاظ على الدم، وحيث لا يكون من الممكن أو الملائم إيجاد زمر دموية ملائمة.

## اقرأ أيضاً
- نقل الدم